# Palladius av Ratiaria
Palladius var en homoiousiansk biskop och teolog från Ratiaria, huvudstaden i den romerska provinsen Dacia ripensis. Enligt honom själv hade han år 381 varit biskop i 35 år och innan det präst i elva år. Han måste därför ha varit samtida med kejsare Valens. Palladius lärde att Sonen var "av liknande väsen" som Fadern, homoiousios, och kritiserade starkt kyrkoläraren Ambrosius verk De fide I-II.

## Fotnoter
1. ↑  Ratiaria (även Raetiaria, Retiaria, Reciaria, Razaria; bulgariska: Рациария, Raziaria; grekiska: Ραζαρία μητρόπολις) var tidigare en koloni belägen i Moesien, grundad av Trajanus.
2. ↑  Valens föddes år 328. Han var romersk kejsare från 364 fram till sin död år 378.